# Walter Rothschild

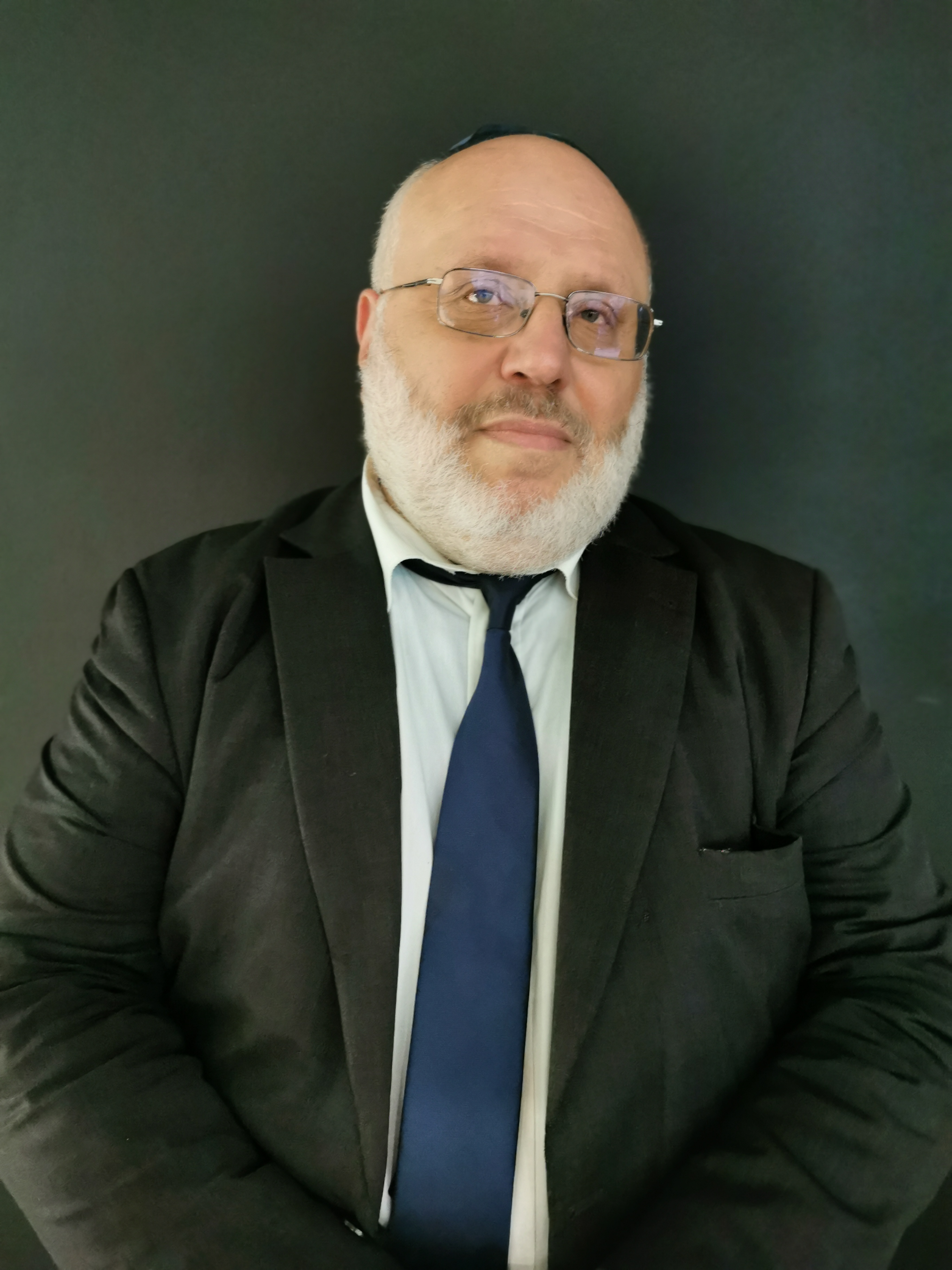
Walter Rothschild (2021)

Walter L. Rothschild (geboren am 20. März 1954 in Bradford) ist ein deutsch-britischer liberaler Rabbiner und Autor. Von 2005 bis 2015 war er Landesrabbiner für Schleswig-Holstein.

## Leben
Rothschild studierte zunächst Theologie und Pädagogik an der University of Cambridge. Nach Lehramtsprüfung und Magister-Abschluss ging er zum Rabbinerstudium an das Leo Baeck College in London. Während seiner Studienzeit koordinierte er die progressiv-jüdischen Jugend- und Studentenorganisationen in England.
Nach einer Tätigkeit als Religionslehrer in London wurde er 1984 ordiniert und war zehn Jahre lang der Rabbiner der Sinai-Synagoge in Leeds und einiger benachbarter Gemeinden. Es folgten Stellen bei der Liberalen Gemeinde in Wien (1995–1997), auf Aruba/Niederländische Antillen (1997–1998) und bei der Jüdischen Gemeinde in Berlin (1998–2000). Seit 2001 betreut Rothschild als freiberuflicher Rabbiner verschiedene liberale jüdische Gemeinden. Für die Münchner Gemeinde Beth Shalom hatte er bis 2006 Verantwortung. Für die Synagogengemeinde in Halle (Saale) war er bis zum 31. Dezember 2009 der zuständige Rabbiner. Von 2005 bis 2015 war er Landesrabbiner für den Landesverband der Jüdischen Gemeinden von Schleswig-Holstein. Er betreute die Wiener Gemeinde „Or Chadasch – Jüdische Liberale Gemeinde Wien“ sowie die liberalen Gemeinden in Köln und Freiburg im Breisgau. Von 2011 bis 2015 war er Mitglied im Vorstand der Union progressiver Juden in Deutschland. Rothschild ist Mitglied der Allgemeinen Rabbinerkonferenz Deutschland (ARK);
Rothschild ist im christlich-jüdischen Dialog engagiert und häufiger Gast in gewerkschaftlichen und kirchlichen Bildungseinrichtungen. Für seine Verdienste um den christlich-jüdischen und den jüdisch-polnischen Dialog erhielt er am 26. Januar 2005 das Kavalierkreuz der Republik Polen verliehen. Seine Reisetätigkeit zwischen seinen Gemeinden ergänzt sich mit seiner Leidenschaft für die Eisenbahn: Im Dezember 2007 wurde er am King’s College London mit einer Doktorarbeit über die Palestine Railways promoviert.
Seit einigen Jahren steht er auch als Sänger der Jazz-Band Rabbi Walter Rothschild and The Minyan Boys auf der Bühne. Auf die Beschneidungsdebatte des Jahres 2012 reagierte er mit dem provokanten Lied Cut the Foreskins! und einem Witz: „Was ist ein Putzke? Ein nicht beschnittener Putz. Ist ein jiddischer Witz. Putz bedeutet so was wie Idiot“. Im gleichen Jahr erweiterte er sein Tätigkeitsfeld erneut: Beim ZDF-Mehrteiler Das Adlon. Eine Familiensaga hatte er einen kurzen Auftritt in der Rolle eines Rabbiners. 2015 spielte er in Simon sagt auf Wiedersehen zu seiner Vorhaut erneut einen Rabbiner, im Dezember 2016 hatte er einen Auftritt im Tatort – Dunkelfeld.

## Familie
Rothschilds gleichnamiger Großvater, Walter Rothschild, geboren 1890, war Landgerichtsrat am Landgericht Hannover und verlor unter den Nationalsozialisten 1933 seine Richterstelle aufgrund des Gesetzes zur Wiederherstellung des Berufsbeamtentums. Seinen Sohn Edgar schickte er 1939 mit dem Kindertransport rechtzeitig nach England ins sichere London, blieb aber selbst mit seiner Frau in Deutschland in Baden-Baden, kam November 1938 zunächst in das Konzentrationslager Dachau und starb 1952 als Staatenloser in der Schweiz an den Spätfolgen der Lagerbedingungen.
Walter Rothschild ist Vater von drei Kindern und lebt in Berlin.

## Veröffentlichungen
Neben Artikeln in Manna, Israel Economist, im Jewish Telegraph, der Jüdischen Allgemeinen und Mir Sajnen Do hat Rothschild mehrere Bücher zum Judentum verfasst, die teilweise auch in deutscher Sprache erschienen sind:
- Jewish By Choice, RSGB Beit Din 1994. Deutsche erweiterte Fassung: Der Honig und der Stachel. Das Judentum – erklärt für alle, die mehr wissen wollen. Gütersloher Verlagshaus, München 2009.
- Tales of the Chutzper Rebbe – A Selection from the Acidic Anthology. Alef Design Group,  United States 1996.
- 99 Questions about Judaism. Deutsche Fassung: 99 Fragen zum Judentum. 4. Auflage, Gütersloher Verlagshaus, Gütersloh 2005.
- Stories from the Rabbi’s Desk. Deutsche Fassung: Auf das Leben!. Goldmann Verlag, München 2008.
- Arthur Kirby and the Last Years of Palestine Railways: 1945–1948, Berlin: Selbstverlag, 2009, zugl. Dissertation. King’s College, London 2007, OCLC 495751217
- Rabbi Walter Rothschild and The Minyan Boys. Greatest Hits Volume 2 (Musik-CD), Sprache: englisch, Spieldauer: 60 Minuten, ISBN 978-3-942271-64-6, Hentrich & Hentrich-Verlag, Berlin 2012.[10]
- Heiliger Sand. Historic Jewish Cemetery in Worms (zusammen mit Reinhard Dietrich). Wernersche Verlagsgesellschaft, Worms 2019. ISBN 978-3-88462-391-6 / Heiliger Sand. Historischer Friedhof der Jüdischen Gemeinde in Worms (zusammen mit Reinhard Dietrich). Wernersche Verlagsgesellschaft, Worms 2019. ISBN 978-3-88462-392-3
- Rabbiner Dr. Erich Bienheim. Eine persönliche Biographie. Berlin/Leipzig: Hentrich & Hentrich 2020. ISBN 978-3-95565-356-9.

Rothschild ist ferner Redakteur und Herausgeber von HaRakevet, der Quartalszeitschrift über Eisenbahnen im Nahen Osten.